# كأس صربيا 2011–12
كأس صربيا 2011–12 (بالصربية: Куп Србије у фудбалу 2011/12.)‏ هو الموسم 6 من كأس صربيا. أقيم خلال الفترة 31 أغسطس 2011 وحتى 16 مايو 2012، وأشرف على تنظيمه اتحاد صربيا لكرة القدم، وكان عدد الأندية المشاركة فيه 39، وفاز فيه النجم الأحمر بلغراد.